# Вишано
Виша̀но (на италиански: Visciano; на неаполитански: Viscian', Вишанъ) е малко градче и община в Южна Италия, провинция Неапол, регион Кампания. Разположено е на 340 m надморска височина. Населението на общината е 4559 души (към 2010 г.).